# Hot Wheels: Ultimate Racing
Hot Wheels: Ultimate Racing è un videogioco di corse automobilistiche del 2007 pubblicato da DSI Games e sviluppato da Raylight Studios per Wii e Nintendo DS ed è basato sulla linea dei giocattoli di Hot Wheels prodotta da Mattel. È stato pubblicato il 29 giugno 2007.

## Accoglienza

### Critica
Secondo Metacritic, la versione per PlayStation Portable ha ricevuto recensioni miste.